# Nesomyrmex sikorai
Nesomyrmex sikorai es una especie de hormiga del género Nesomyrmex, tribu Crematogastrini, familia Formicidae. Fue descrita científicamente por Emery en 1896.
Se distribuye por Madagascar. Se ha encontrado a elevaciones de hasta 1755 metros. Habita en bosques húmedos.